# Arichanna hanseni
Arichanna hanseni là một loài bướm đêm trong họ Geometridae.